# Lista de deputados federais do Brasil da 52.ª legislatura
Esta é a lista de deputados federais do Brasil da 52.ª legislatura do Congresso Nacional. Inclui-se o nome civil dos parlamentares, o partido ao qual eram filiados na data da posse e a quantidade de votos que receberam para sua eleição, sua unidade federativa de origem, bem como outras informações. Esta legislatura da Câmara dos Deputados durou de 1.º de fevereiro de 2003 a 31 de janeiro de 2007.

## Mesa diretora
| Imagem | Cargo              | Nome                                                    | Partido | Estado             |
| ------ | ------------------ | ------------------------------------------------------- | ------- | ------------------ |
|        | Presidente         | Severino Cavalcanti (Severino José Cavalcanti Ferreira) | PP      | Pernambuco         |
|        | 1° Vice-Presidente | José Thomaz Nonô (José Thomaz da Silva Nonô Netto)      | DEM     | Alagoas            |
|        | 2° Vice-Presidente | Ciro Nogueira (Ciro Nogueira Lima Filho)                | PP      | Piauí              |
|        | 1° Secretário      | Inocêncio Oliveira (Inocêncio Gomes de Oliveira)        | PR      | Pernambuco         |
|        | 2° Secretário      | Nilton Capixaba (Nilton Balbino)                        | PTB     | Rondônia           |
|        | 3° Secretário      | Eduardo Gomes (Carlos Eduardo Torres Gomes)             | PSDB    | Tocantins          |
|        | 4° Secretário      | João Caldas (João Caldas da Silva)                      | PR      | Alagoas            |
|        | 1° Suplente        | Givaldo Carimbão (Givaldo de Sá Gouveia Carimbão)       | PSB     | Alagoas            |
|        | 2° Suplente        | Jorge Alberto Prado (Jorge Alberto Teles Prado)         | PMDB    | Sergipe            |
|        | 3° Suplente        | Geraldo Resende (Geraldo Resende Pereira)               | PPS     | Mato Grosso do Sul |
|        | 4° Suplente        | Mário Heringer (Mário Lúcio Heringer)                   | PDT     | Minas Gerais       |

## Relação
São relacionados os candidatos eleitos com informações complementares da Câmara dos Deputados.
| Os Deputados desta legislatura | Partido | Votação   |
| Acre                           | Acre    | Acre      |
| ------------------------------ | ------- | --------- |
| Perpétua Almeida               | PCdoB   | 21.930    |
| Nilson Mourão                  | PT      | 17.720    |
| Ronivon Santiago               | PPB     | 15.637    |
| Júnior Betão                   | PPS     | 11.933    |
| Narciso Mendes                 | PPB     | 11.897    |
| Henrique Afonso                | PT      | 10.290    |
| Zico Bronzeado                 | PT      | 10.211    |
| João Correia                   | PMDB    | 9.399     |
| Alagoas                        |         |           |
| João Lyra                      | PTB     | 112.949   |
| Olavo Calheiros                | PMDB    | 80.405    |
| João Caldas                    | PL      | 69.539    |
| Rogério Teófilo                | PFL     | 64.899    |
| Givaldo Carimbão               | PSB     | 63.064    |
| Maurício Quintella Lessa       | PSB     | 56.032    |
| José Thomaz Nonô               | PFL     | 55.354    |
| Benedito de Lira               | PTB     | 53.409    |
| Helenildo Ribeiro              | PSDB    | 45.085    |
| Amapá                          |         |           |
| Janete Capiberibe              | PSB     | 23.203    |
| Dr. Benedito Dias              | PPB     | 13.345    |
| Nogueira                       | PT      | 12.229    |
| Hélio Esteves                  | PT      | 12.049    |
| Davi Alcolumbre                | PDT     | 10.543    |
| Coronel Alves                  | PSDB    | 10.463    |
| Gervásio Oliveira              | PDT     | 10.082    |
| Eduardo Seabra                 | PTB     | 7.644     |
| Amazonas                       |         |           |
| Vanessa Grazziotin             | PCdoB   | 197.419   |
| Carlos Souza                   | PL      | 133.509   |
| Átila Lins                     | PFL     | 102.249   |
| Pauderney Avelino              | PFL     | 75.029    |
| Silas Câmara                   | PTB     | 71.578    |
| Francisco Garcia               | PFL     | 67.493    |
| Humberto Michiles              | PL      | 57.319    |
| Lupércio Ramos                 | PL      | 50.588    |
| Bahia                          |         |           |
| Antônio Carlos Magalhães Neto  | PFL     | 400.275   |
| Nelson Pelegrino               | PT      | 257.438   |
| Fábio Souto                    | PFL     | 236.067   |
| Paulo Magalhães                | PFL     | 191.619   |
| Walter Pinheiro                | PT      | 183.916   |
| Félix Mendonça                 | PTB     | 156.695   |
| Fernando de Fabinho            | PFL     | 150.545   |
| Gedel Vieira Lima              | PMDB    | 149.606   |
| José Carlos Aleluia            | PFL     | 125.836   |
| Alice Portugal                 | PCdoB   | 121.043   |
| Zezéu Ribeiro                  | PT      | 115.656   |
| Luiz Carreira                  | PFL     | 113.509   |
| Gerson Gabrielli               | PFL     | 110.863   |
| Jutahy Magalhães Júnior        | PSDB    | 102.748   |
| José Rocha                     | PFL     | 100.514   |
| Guilherme Menezes              | PT      | 100.041   |
| Jorge Khoury                   | PFL     | 97.829    |
| João Leão                      | PPB     | 97.448    |
| Aroldo Cedraz                  | PFL     | 97.224    |
| Daniel Almeida                 | PCdoB   | 95.485    |
| Cláudio Cajado                 | PFL     | 95.480    |
| Mário Negromonte               | PPB     | 88.916    |
| João Almeida                   | PSDB    | 76.098    |
| Robério Nunes                  | PFL     | 76.092    |
| Luiz Bassuma                   | PT      | 75.600    |
| Josias Gomes                   | PT      | 75.338    |
| Jairo Carneiro                 | PFL     | 65.782    |
| Reginaldo Germano              | PFL     | 65.607    |
| Luiz Alberto                   | PT      | 62.322    |
| José Carlos Araújo             | PFL     | 61.455    |
| Jonival Lucas Júnior           | PMDB    | 60.095    |
| Colbert Martins                | PPS     | 59.704    |
| Coriolano Sales                | PMDB    | 56.041    |
| Marcelo Guimarães Filho        | PFL     | 52.389    |
| Zelinda Novaes                 | PFL     | 51.196    |
| Pedro Irujo                    | PFL     | 47.905    |
| Milton Barbosa                 | PFL     | 47.661    |
| Severiano Alves                | PDT     | 43.328    |
| Edson Duarte                   | PV      | 39.401    |
| Ceará                          |         |           |
| Inácio Arruda                  | PCdoB   | 302.627   |
| Moroni Torgan                  | PFL     | 224.242   |
| Eunício Oliveira               | PMDB    | 193.651   |
| Bismarck Maia                  | PSDB    | 158.827   |
| Léo Alcântara                  | PSDB    | 143.742   |
| Roberto Pessoa                 | PFL     | 125.908   |
| João Alfredo                   | PT      | 112.144   |
| Vicente Arruda                 | PSDB    | 110.183   |
| Raimundo Gomes de Matos        | PSDB    | 98.353    |
| Pinheiro Landim                | PSDB    | 90.993    |
| Aníbal                         | PMDB    | 90.626    |
| Leônidas Cristino              | PPS     | 90.599    |
| José Pimentel                  | PT      | 86.530    |
| Almeida Lima                   | PL      | 85.727    |
| Marcelo Teixeira               | PMDB    | 85.033    |
| Rommel Feijó                   | PSDB    | 83.777    |
| José Linhares                  | PPB     | 83.161    |
| Antônio Cambraia               | PSDB    | 82.921    |
| Ariosto Holanda                | PSDB    | 82.712    |
| Arnon Bezerra                  | PSDB    | 82.263    |
| Zé Gerardo                     | PMDB    | 63.138    |
| Pedro Ribeiro Filho            | PL      | 51.278    |
| Distrito Federal               |         |           |
| José Roberto Arruda            | PFL     | 324.248   |
| Tadeu Filippelli               | PMDB    | 166.958   |
| Maria José Maninha             | PT      | 98.049    |
| Agnelo Queiroz                 | PCdoB   | 95.879    |
| Sigmaringa Seixas              | PT      | 78.580    |
| Pastor Jorge                   | PMDB    | 41.288    |
| José Tatico                    | PSD     | 29.997    |
| Alberto Fraga                  | PMDB    | 12.858    |
| Espírito Santo                 |         |           |
| Nilton Baiano                  | PPB     | 109.900   |
| Marcelino Fraga                | PMDB    | 86.094    |
| José Carlos Elias              | PTB     | 73.110    |
| Iriny Lopes                    | PT      | 70.234    |
| Renato Casagrande              | PSB     | 69.721    |
| Rose de Freitas                | PSDB    | 69.272    |
| Marcus Vicente                 | PSDB    | 65.954    |
| Carlos Manato                  | PDT     | 56.219    |
| Feu Rosa                       | PMDB    | 44.000    |
| Neucimar Fraga                 | PL      | 39.047    |
| Goiás                          |         |           |
| Henrique Meirelles             | PSDB    | 183.046   |
| Sandro Mabel                   | PFL     | 147.387   |
| Raquel Teixeira                | PSDB    | 126.854   |
| Sandes Júnior                  | PPB     | 126.777   |
| Ronaldo Caiado                 | PFL     | 114.728   |
| Barbosa Neto                   | PMDB    | 104.758   |
| Jovair Arantes                 | PSDB    | 98.784    |
| Neide Aparecida da Silva       | PT      | 82.248    |
| Luís Bittencourt               | PMDB    | 78.871    |
| Rubens Otoni                   | PT      | 77.181    |
| Roberto Balestra               | PPB     | 76.851    |
| Vilmar Rocha                   | PFL     | 70.497    |
| Pedro Chaves                   | PMDB    | 68.802    |
| Carlos Alberto Lereia          | PSDB    | 67.586    |
| Leonardo Vilela                | PPB     | 63.715    |
| João Campos de Araújo          | PSDB    | 61.323    |
| Leandro Vilela                 | PMDB    | 60.254    |
| Maranhão                       |         |           |
| João Castelo                   | PSDB    | 123.474   |
| Sebastião Madeira              | PSDB    | 112.017   |
| Sarney Filho                   | PFL     | 111.479   |
| Gastão Vieira                  | PMDB    | 106.516   |
| Pedro Novaes                   | PMDB    | 99.679    |
| Pedro Fernandes                | PFL     | 93.024    |
| Clóvis Fecury                  | PFL     | 83.078    |
| Nice Lobão                     | PFL     | 82.812    |
| Paulo Marinho                  | PFL     | 74.393    |
| Antônio Joaquim Araújo         | PPB     | 70.041    |
| Remi Trinta                    | PL      | 68.347    |
| César Bandeira                 | PFL     | 66.312    |
| Costa Ferreira                 | PFL     | 64.719    |
| Teresinha Fernandes            | PT      | 57.583    |
| Neiva Moreira                  | PDT     | 57.185    |
| Luciano Leitoa                 | PDT     | 47.432    |
| Wagner Lago                    | PDT     | 41.700    |
| Ribamar Alves                  | PSB     | 34.468    |
| Mato Grosso                    |         |           |
| Pedro Henry                    | PPB     | 120.846   |
| Carlos Abicalil                | PT      | 118.120   |
| Wellington Fagundes            | PL      | 114.098   |
| Wilson Santos                  | PSDB    | 94.267    |
| Ricarte de Freitas             | PSDB    | 66.125    |
| Rogério Silva                  | PMDB    | 62.041    |
| Celcita Pinheiro               | PFL     | 59.665    |
| Telma de Oliveira              | PSDB    | 58.293    |
| Mato Grosso do Sul             |         |           |
| Vander Loubet                  | PT      | 101.815   |
| Waldemir Moka                  | PMDB    | 83.785    |
| Dr. Antonio Cruz               | PMDB    | 76.443    |
| Murilo Zauith                  | PFL     | 68.356    |
| Nelson Trad                    | PTB     | 59.239    |
| João Grandão                   | PT      | 53.901    |
| Biffi                          | PT      | 45.840    |
| Geraldo Resende                | PPS     | 39.421    |
| Minas Gerais                   |         |           |
| Patrus Ananias                 | PT      | 520.046   |
| Virgílio Guimarães             | PT      | 217.092   |
| Eliseu Resende                 | PFL     | 212.908   |
| Vittorio Medioli               | PSDB    | 197.586   |
| Maria do Carmo Lara            | PT      | 167.526   |
| Danilo de Castro               | PSDB    | 156.840   |
| Carlos Melles                  | PFL     | 152.106   |
| Marcio Reinaldo Moreira        | PPB     | 147.192   |
| Narcio Rodrigues               | PSDB    | 141.469   |
| Paulo Delgado                  | PT      | 132.137   |
| Bonifácio de Andrada           | PSDB    | 129.811   |
| Eduardo Barbosa                | PSDB    | 126.285   |
| Lincoln Portela                | PSL     | 124.841   |
| Odelmo Leão                    | PPB     | 123.026   |
| Cabo Júlio                     | PST     | 116.506   |
| Fernando Diniz                 | PMDB    | 115.480   |
| Carlos William                 | PST     | 111.572   |
| Gilmar Machado                 | PT      | 109.722   |
| Mauro Lopes                    | PMDB    | 108.193   |
| Marcelo Siqueira               | PMDB    | 103.354   |
| Anderson Adauto                | PL      | 100.838   |
| Rafael Guerra                  | PSDB    | 100.594   |
| Osmânio Pereira                | PSDB    | 100.252   |
| João Magno                     | PT      | 99.976    |
| Jaime Martins Filho            | PFL     | 99.685    |
| Custódio Mattos                | PSDB    | 98.901    |
| Roberto Brant                  | PFL     | 96.769    |
| Ivo José                       | PT      | 92.673    |
| Silas Brasileiro               | PMDB    | 89.882    |
| Lael Varela                    | PFL     | 87.328    |
| João Magalhães                 | PMDB    | 84.454    |
| Saraiva Felipe                 | PMDB    | 82.070    |
| Herculano Anghinetti           | PPB     | 79.515    |
| José Santana de Vasconcelos    | PFL     | 78.588    |
| Sérgio Miranda                 | PCdoB   | 78.287    |
| Romeu Queiroz                  | PTB     | 76.867    |
| Edmar Moreira                  | PPB     | 76.092    |
| Aracely de Paula               | PFL     | 74.921    |
| Ronaldo Vasconcelos            | PL      | 72.255    |
| Mário Assad Júnior             | PL      | 72.075    |
| João Paulo Gomes da Silva      | PL      | 71.197    |
| Mário Heringer                 | PDT     | 68.134    |
| Isaías Silvestre               | PSB     | 68.058    |
| Júlio Delgado                  | PPS     | 67.681    |
| Reginaldo Lopes                | PT      | 64.204    |
| Geraldo Tadeu                  | PPS     | 61.277    |
| José Militão                   | PTB     | 58.954    |
| Francisco Gonçalves            | PDT     | 49.652    |
| Athos Avelino                  | PPS     | 44.369    |
| Odair Cunha                    | PT      | 34.846    |
| Leonardo Monteiro              | PT      | 30.646    |
| César Medeiros                 | PT      | 29.459    |
| Leonardo Matos                 | PV      | 26.173    |
| Pará                           |         |           |
| Jader Barbalho                 | PMDB    | 344.018   |
| Wladimir Costa                 | PMDB    | 162.325   |
| Paulo Rocha                    | PT      | 130.974   |
| Anivaldo Vale                  | PSDB    | 111.970   |
| José Priante                   | PMDB    | 96.107    |
| Nilson Pinto                   | PSDB    | 94.022    |
| Vic Pires Franco               | PFL     | 91.504    |
| Zenaldo Coutinho               | PSDB    | 85.041    |
| José Geraldo Torres            | PT      | 79.262    |
| Zequinha Marinho               | PDT     | 76.177    |
| Raimundo Santos                | PL      | 68.526    |
| Nicias Ribeiro                 | PSDB    | 67.093    |
| Josué Bengtson                 | PTB     | 65.916    |
| João Batista Babá              | PT      | 57.136    |
| Ann Pontes                     | PMDB    | 55.734    |
| José Lima da Silva             | PPB     | 47.281    |
| Asdrúbal Bentes                | PMDB    | 42.280    |
| Paraíba                        |         |           |
| Wilson Santiago                | PMDB    | 99.941    |
| Ronaldo Cunha Lima             | PSDB    | 95.537    |
| Benjamin Maranhão              | PMDB    | 95.151    |
| Carlos Dunga                   | PTB     | 82.228    |
| Armando Abílio                 | PSDB    | 80.245    |
| Luiz Couto                     | PT      | 77.432    |
| Wellington Roberto             | PTB     | 76.526    |
| Adauto Pereira                 | PPB     | 76.356    |
| Enivaldo Ribeiro               | PPB     | 74.680    |
| Lúcia Braga                    | PSD     | 72.449    |
| Domiciano Cabral               | PSDB    | 69.668    |
| Filemon Rodrigues              | PL      | 37.224    |
| Paraná                         |         |           |
| Affonso Camargo                | PSDB    | 141.870   |
| Max Rosenmann                  | PMDB    | 140.218   |
| Dr. Rosinha                    | PT      | 124.117   |
| Lupion                         | PFL     | 121.702   |
| José Janene                    | PPB     | 119.501   |
| Ricardo Barros                 | PFL     | 118.036   |
| Samek                          | PT      | 114.659   |
| Hauly                          | PSDB    | 112.755   |
| Odilio Balbinotti              | PSDB    | 112.428   |
| Takayama                       | PSC     | 110.850   |
| Dirceu Sperafico               | PPB     | 106.924   |
| Hermes Frangão P.              | PMDB    | 105.851   |
| Borba                          | PMDB    | 105.302   |
| Gustavo Fruet                  | PMDB    | 105.180   |
| Dr. Osmar Serraglio            | PMDB    | 101.019   |
| Nelson Meurer                  | PPB     | 99.603    |
| Moacir Micheletto              | PMDB    | 91.299    |
| Iris Simões                    | PTB     | 91.042    |
| André Zacharow                 | PDT     | 81.565    |
| Eduardo Sciarra                | PFL     | 81.256    |
| Alex Canziani                  | PSDB    | 76.195    |
| Paulo Bernardo                 | PT      | 72.831    |
| Chico da Princesa              | PSDB    | 71.910    |
| Colombo                        | PT      | 71.618    |
| Pastor Oliveira                | PL      | 67.945    |
| José Carlos Martinez           | PTB     | 62.706    |
| Cezar Silvestri                | PPS     | 61.204    |
| Drª Clair                      | PT      | 59.114    |
| Giacobo                        | PPS     | 52.006    |
| Assis                          | PT      | 43.869    |
| Pernambuco                     |         |           |
| Carlos Eduardo Cadoca          | PMDB    | 211.864   |
| Roberto Magalhães              | PSDB    | 204.768   |
| Inocêncio Oliveira             | PFL     | 196.474   |
| Miguel Arraes                  | PSB     | 181.235   |
| Armando Monteiro               | PMDB    | 145.948   |
| André de Paula                 | PFL     | 109.584   |
| Maurício Rands                 | PT      | 107.741   |
| José Mendonça Bezerra          | PFL     | 94.578    |
| Paulo Rubem Santiago           | PT      | 91.881    |
| Fernando Ferro                 | PT      | 91.750    |
| Luiz Piauhylino                | PSDB    | 86.928    |
| Severino Cavalcanti            | PPB     | 80.668    |
| Pastor Marcos de Jesus         | PL      | 80.084    |
| José Múcio Monteiro            | PSDB    | 78.610    |
| Ricardo Fiuza                  | PPB     | 77.469    |
| Renildo Calheiros              | PCdoB   | 72.324    |
| José Chaves                    | PMDB    | 71.250    |
| Joaquim Francisco              | PFL     | 70.949    |
| Osvaldo Coelho                 | PFL     | 70.301    |
| Eduardo Campos                 | PSB     | 69.975    |
| Pedro Corrêa                   | PPB     | 66.172    |
| Gonzaga Patriota               | PSB     | 58.892    |
| Pastor Francisco Olímpio       | PSB     | 57.544    |
| Raul Jungmann                  | PMDB    | 55.225    |
| Roberto Freire                 | PPS     | 54.003    |
| Piauí                          |         |           |
| Francisca Trindade             | PT      | 165.190   |
| Júlio César                    | PFL     | 124.987   |
| Marcelo Castro                 | PMDB    | 93.614    |
| Ciro Nogueira                  | PFL     | 91.859    |
| Mussa Demes                    | PFL     | 86.370    |
| Moraes Souza                   | PMDB    | 81.143    |
| Paes Landim                    | PFL     | 78.487    |
| Átila Lira                     | PSDB    | 74.088    |
| Afonso Gil                     | PCdoB   | 73.883    |
| Benedito Sá                    | PSDB    | 73.257    |
| Rio de Janeiro                 |         |           |
| Denise Frossard                | PSDB    | 385.111   |
| Jandira Feghali                | PCdoB   | 264.384   |
| Francisco Dornelles            | PPB     | 219.012   |
| Bispo Rodrigues                | PL      | 192.640   |
| Eduardo Paes                   | PFL     | 186.221   |
| Chico Alencar                  | PT      | 169.131   |
| Leonardo Picciani              | PMDB    | 151.942   |
| Jorge Bittar                   | PT      | 140.848   |
| Miro Teixeira                  | PDT     | 137.764   |
| Nelson Bornier                 | PL      | 134.597   |
| Josias Quintal                 | PSB     | 118.455   |
| Rodrigo Maia                   | PFL     | 118.455   |
| Paulo Feijó                    | PSDB    | 110.935   |
| Eduardo Cunha                  | PPB     | 101.495   |
| Alexandre Cardoso              | PSB     | 98.252    |
| Almerinda de Carvalho          | PPB     | 94.536    |
| Arolde de Oliveira             | PFL     | 91.798    |
| André Luiz                     | PMDB    | 91.249    |
| Ezequiel                       | PSB     | 90.263    |
| Bernardo Ariston               | PSB     | 90.263    |
| Jair Bolsonaro                 | PPB     | 88.945    |
| Ronaldo Cezar Coelho           | PSDB    | 87.761    |
| Paulo Baltazar                 | PSB     | 85.287    |
| Lindbergh Farias               | PT      | 83.468    |
| Bispo Vieira Reis              | PMDB    | 79.203    |
| Moreira Franco                 | PMDB    | 77.813    |
| Pastor Divino                  | PMDB    | 77.489    |
| Simão Sessim                   | PPB     | 76.768    |
| Fernando Lopes                 | PSB     | 71.429    |
| Julio Lopes                    | PPB     | 69.627    |
| Dr. Heleno                     | PSDB    | 68.336    |
| Maria Lucia                    | PMDB    | 66.463    |
| Alexandre Santos               | PSDB    | 66.058    |
| Laura Carneiro                 | PFL     | 62.472    |
| Bispo João Mendes de Jesus     | PDT     | 59.740    |
| Luiz Sérgio                    | PT      | 58.809    |
| Carlos Santana                 | PT      | 58.204    |
| Biscaia                        | PT      | 58.204    |
| Reinaldo Betão                 | PSDC    | 41.228    |
| Roberto Jefferson              | PTB     | 40.685    |
| Fernando Gabeira               | PT      | 40.377    |
| Elaine Costa                   | PDT     | 39.477    |
| Delei                          | PV      | 39.392    |
| Pastor Almir                   | PL      | 34.081    |
| Renato Cozzolino               | PSC     | 23.727    |
| Sandro Matos                   | PSC     | 20.435    |
| Rio Grande do Norte            |         |           |
| Fátima Bezerra                 | PT      | 161.875   |
| Álvaro Dias                    | PMDB    | 138.241   |
| Iberê Ferreira                 | PTB     | 103.882   |
| Ney Lopes                      | PFL     | 97.425    |
| Betinho Rosado                 | PFL     | 92.888    |
| Sandra Rosado                  | PMDB    | 90.792    |
| Henrique Eduardo Alves         | PMDB    | 85.437    |
| Nélio Dias                     | PPB     | 79.399    |
| Rio Grande do Sul              |         |           |
| Eliseu Padilha                 | PMDB    | 190.420   |
| Júlio Redecker                 | PPB     | 188.213   |
| José Otávio Germano            | PPB     | 176.571   |
| Yeda Crusius                   | PSDB    | 170.744   |
| Maria do Rosário               | PT      | 143.901   |
| João Augusto Ribeiro Nardes    | PPB     | 137.558   |
| Luis Carlos Heinze             | PPB     | 132.395   |
| Paulo Pimenta                  | PT      | 128.495   |
| Beto Albuquerque               | PSB     | 126.354   |
| Darci Pompeo de Mattos         | PDT     | 112.832   |
| Jorge Ribeiro Filho            | PMDB    | 112.792   |
| Tarcísio Zimmermann            | PMDB    | 107.238   |
| Paulo José Gouvea              | PL      | 103.959   |
| Francisco Sérgio Turra         | PPB     | 100.529   |
| Luciana Genro                  | PT      | 99.629    |
| José Ivo Sartori               | PMDB    | 98.903    |
| Darcisio Paulo Perondi         | PMDB    | 96.817    |
| Alceu Collares                 | PDT     | 91.855    |
| Nelson Proença                 | PPS     | 87.693    |
| Érico Ribeiro                  | PPB     | 87.298    |
| Adão Pretto                    | PT      | 86.949    |
| Cezar Augusto Schirmer         | PMDB    | 86.647    |
| Enio Bacci                     | PDT     | 84.238    |
| Henrique Fontana               | PT      | 79.478    |
| Orlando Desconsi               | PT      | 77.330    |
| Edir de Oliveira               | PTB     | 75.003    |
| Osvaldo Biolchi                | PMDB    | 74.284    |
| Ary Vanazzi                    | PT      | 73.277    |
| Onyx Lorenzoni                 | PFL     | 62.160    |
| Neiva Marques                  | PTB     | 61.637    |
| Reinaldo Santos e Silva        | PTB     | 43.716    |
| Rondônia                       |         |           |
| Confúcio Moura                 | PMDB    | 39.559    |
| Nilton Capixaba                | PTB     | 36.129    |
| Agnaldo Muniz                  | PPS     | 35.707    |
| Marinha Raupp                  | PMDB    | 31.963    |
| Sérgio Carvalho                | PSDB    | 22.741    |
| Miguel de Souza                | PFL     | 18.168    |
| Eduardo Valverde               | PT      | 9.382     |
| Anselmo Abreu                  | PT      | 13.777    |
| Roraima                        |         |           |
| Maria Helena Rodrigues         | PST     | 15.620    |
| Chico Rodrigues                | PFL     | 15.475    |
| Luciano Castro                 | PFL     | 14.138    |
| Alceste Almeida                | PL      | 9.436     |
| Pastor Frankenbergen           | PPB     | 9.198     |
| Suely Campos                   | PFL     | 7.280     |
| Moises Lipnik                  | PDT     | 6.664     |
| Rodolfo Pereira                | PDT     | 6.488     |
| Santa Catarina                 |         |           |
| Carlito Merss                  | PT      | 140.657   |
| Luci Choinacki                 | PT      | 127.457   |
| Odacir Zonta                   | PPB     | 126.590   |
| Gervásio Silva                 | PFL     | 113.137   |
| Adelor Vieira                  | PMDB    | 105.464   |
| Leodegar Tiscoski              | PPB     | 102.777   |
| Edinho Bez                     | PMDB    | 102.563   |
| Paulo Afonso Vieira            | PMDB    | 85.393    |
| Paulo Roberto Bauer            | PFL     | 81.400    |
| João Pizzolatti                | PPB     | 81.364    |
| Fernando Coruja                | PDT     | 76.063    |
| João Matos                     | PMDB    | 75.984    |
| Cláudio Vignatti               | PT      | 67.993    |
| Ivan Ranzolin                  | PPB     | 62.848    |
| Jorge Boeira                   | PT      | 51.140    |
| Mauro Passos                   | PMDB    | 37.980    |
| São Paulo                      |         |           |
| Enéas Carneiro                 | PRONA   | 1.573.642 |
| José Dirceu                    | PT      | 556.768   |
| José Eduardo Cardozo           | PT      | 303.033   |
| Celso Russomanno               | PPB     | 261.635   |
| Vicentinho                     | PT      | 254.221   |
| Michel Temer                   | PMDB    | 252.229   |
| Aloysio Nunes                  | PSDB    | 250.936   |
| Gilberto Nascimento            | PSB     | 240.664   |
| Gilberto Kassab                | PFL     | 234.509   |
| José Pinotti                   | PMDB    | 209.105   |
| Luíza Erundina                 | PSB     | 207.396   |
| Salvador Zimbaldi              | PSDB    | 199.930   |
| João Paulo Cunha               | PT      | 196.945   |
| Walter Feldman                 | PSDB    | 186.216   |
| José Mentor                    | PT      | 182.956   |
| Vanderval Santos               | PL      | 177.456   |
| Robson Tuma                    | PFL     | 175.366   |
| Arnaldo Madeira                | PSDB    | 175.312   |
| Iara Bernardi                  | PT      | 166.138   |
| Alberto Goldman                | PSDB    | 165.381   |
| Telma de Souza                 | PT      | 161.198   |
| Carlos Sampaio                 | PSDB    | 160.963   |
| Valdemar Costa Neto            | PL      | 158.510   |
| Ângela Guadagnin               | PT      | 153.931   |
| Jefferson Campos               | PSB     | 153.622   |
| Corauci Sobrinho               | PFL     | 149.971   |
| Luiz Eduardo Greenhalgh        | PT      | 147.819   |
| Mendes Thame                   | PSDB    | 143.313   |
| Professor Luizinho             | PT      | 142.812   |
| Júlio Semeghini                | PSDB    | 138.907   |
| Arlindo Chinaglia              | PT      | 136.402   |
| Zulaiê Cobra                   | PSDB    | 134.776   |
| Aldo Rebelo                    | PCdoB   | 134.241   |
| Ricardo Berzoini               | PT      | 132.176   |
| Delfim Neto                    | PPB     | 131.399   |
| Devanir Ribeiro                | PT      | 130.574   |
| Milton Monti                   | PMDB    | 130.235   |
| Paulo Lima                     | PFL     | 130.158   |
| Neuton Lima                    | PFL     | 127.677   |
| Antonio Carlos Pannunzio       | PSDB    | 125.570   |
| Orlando Fantazzini             | PT      | 123.163   |
| João Batista                   | PFL     | 121.255   |
| Edna Macedo                    | PTB     | 118.474   |
| Dimas Ramalho                  | PPS     | 116.581   |
| Luiz Carlos Santos             | PFL     | 116.286   |
| Luciano Zica                   | PT      | 115.341   |
| Lobbe Neto                     | PSDB    | 114.586   |
| Roberto Gouveia                | PT      | 113.494   |
| Ivan Valente                   | PT      | 110.034   |
| Marcos Roberto Abramo          | PFL     | 109.468   |
| Vadão Gomes                    | PPB     | 108.533   |
| Luiz Antônio de Medeiros       | PL      | 108.474   |
| Vicente Cascione               | PSB     | 108.094   |
| Jovino Cândido                 | PV      | 99.357    |
| Ricardo Izar                   | PTB     | 99.320    |
| Durval Orlato                  | PT      | 95.591    |
| Jamil Murad                    | PCdoB   | 95.301    |
| Nelson Marquezelli             | PTB     | 89.531    |
| João Herrmann Neto             | PPS     | 87.090    |
| Arnaldo Faria de Sá            | PTB     | 86.490    |
| Claudio Magrão                 | PPS     | 86.108    |
| Luiz Antônio Fleury Filho      | PTB     | 82.429    |
| Hélio Santos                   | PDT     | 74.213    |
| Evilásio Farias                | PSB     | 63.710    |
| Marcelo Ortiz                  | PV      | 36.486    |
| Amauri Gasques                 | PRONA   | 18.421    |
| Irapuan Teixeira               | PRONA   | 673       |
| Elimar Damasceno               | PRONA   | 484       |
| Ildeu Araujo                   | PRONA   | 382       |
| Vanderlei Assis                | PRONA   | 275       |
| Sergipe                        |         |           |
| Bosco Costa                    | PSDB    | 71.614    |
| José Carlos Machado            | PFL     | 67.722    |
| Jackson Barreto                | PMN     | 57.949    |
| Jorge Alberto                  | PMDB    | 49.138    |
| Heleno Silva                   | PL      | 45.158    |
| Mendonça Prado                 | PFL     | 47.017    |
| Cleonâncio Fonseca             | PPB     | 41.075    |
| João Fontes                    | PT      | 28.879    |
| Tocantins                      |         |           |
| Kátia Abreu                    | PFL     | 76.170    |
| Homero Barreto                 | PFL     | 43.829    |
| Pastor Amarildo                | PPB     | 40.541    |
| Eduardo Gomes                  | PSDB    | 37.251    |
| Maurício Rabelo                | PSD     | 35.628    |
| Darci Coelho                   | PFL     | 32.833    |
| Ronaldo Dimas                  | PSDB    | 29.359    |
| Osvaldo Reis                   | PMDB    | 25.851    |